# Charaxes claudei
Charaxes claudei är en fjärilsart som beskrevs av Le Moult 1933. Charaxes claudei ingår i släktet Charaxes och familjen praktfjärilar. Inga underarter finns listade i Catalogue of Life.